# Vladimir Maslennikov
Vladimir Maslennikov (n. 17 august 1994, Lesnoi, Regiunea Sverdlovsk, Rusia) este un trăgător de tir ce a reprezentat Rusia, medaliat olimpic. A participat la 2 ediții ale Jocurilor Olimpice (2016, 2020) în care a câștigat o medalie de bronz.